# Oczko (gra karciana)

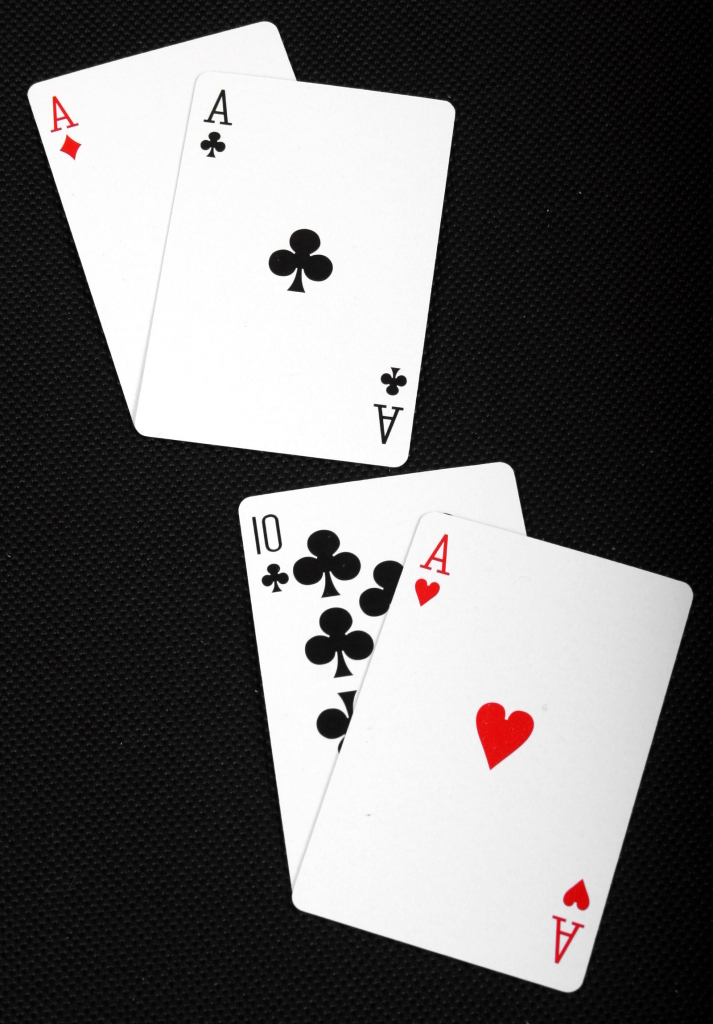
Perskie oczko (u góry) i oczko (na dole)

Oczko – prosta gra karciana, polegająca na dobieraniu kolejnych kart dotąd, aby osiągnąć wartość liczbową posiadanych kart jak najbliższą 21, bez przekraczania 21. Gracz otrzymuje kolejne karty z talii dotąd, aż sam zdecyduje, że nie chce już więcej kart, lub otrzyma wynik 21 lub większy. Suma większa lub równa 22 oznacza przegraną. Wyjątkiem od tej reguły jest perskie oczko (dwa asy), mimo że to 22 punkty. Perskie oczko zawsze oznacza wygraną. Jeśli żaden z graczy nie otrzyma wyniku 21 wygrywa ten, który był najbliżej tej wartości.
W oczko gra się talią od 2 do asa.
Punktacja:
Karty 2 do 10 mają wartość równą wartości karty
| walet | 2 pkt.  |
| dama  | 3 pkt.  |
| król  | 4 pkt.  |
| as    | 11 pkt. |

Alternatywnie można grać małą talią (od dziewiątek do asa).
Punktacja:
| dziewiątka | 0 pkt.  |
| dziesiątka | 10 pkt. |
| walet      | 2 pkt.  |
| dama       | 3 pkt.  |
| król       | 4 pkt.  |
| as         | 11 pkt. |

Wersja kasynowa tej gry, z udziałem krupiera, znana jest pod angielską nazwą blackjack. Zasady blackjacka są podobne do zwykłego oczka, jednak króle, damy i walety mają wartość 10 pkt, zaś asy przybierają wartość 1 lub 11, w zależności, co byłoby lepsze dla gracza.